# Římskokatolická farnost Zámrsk
Římskokatolická farnost Zámrsk je zaniklým územním společenstvím římských katolíků v orlickoústeckém vikariátu královéhradecké diecéze.

## O farnosti

### Historie
Původní kostel v Zámrsku byl zřejmě již ze 13. století. Na jeho místě byl v letech 1781–1782 postaven kostel nový, v rokokovém stylu. Fara v sousedství kostela byla postavena v 19. století.

### 21. století
Farnost byla administrována excurrendo z Vysokého Mýta. Jejími administrátory byli:
- 23. října 2007–31. července 2022 Mgr. Pavel Mistr
- 1. srpna 2022–31. prosince 2023 ICLic. Mgr. Stanislav Tomšíček

K 31. prosinci 2023 zanikla sloučením s děkanstvím Vysoké Mýto.
| Fotografie | Kostel                       | Místo   | Bohoslužba              | Bohoslužba | Poznámka                      |
| ---------- | ---------------------------- | ------- | ----------------------- | ---------- | ----------------------------- |
|            | Kostel svatého Petra a Pavla | Slatina | 2. a 4. neděle v měsíci | 08.00      | filiální kostel               |
|            | Kostel svatého Martina       | Zámrsk  | 1. neděle v měsíci      | 08.00      | filiální, bývalý farní kostel |